# Montalbán de Córdoba
Montalbán de Córdoba – gmina w Hiszpanii, w prowincji Kordoba, w Andaluzji, o powierzchni 33,66 km². W 2011 roku gmina liczyła 4635 mieszkańców.